# Sacha Modolo
 Der er for få eller ingen kildehenvisninger i denne artikel, hvilket er et problem. Du kan hjælpe ved at angive troværdige kilder til de påstande, som fremføres i artiklen.

Sacha Modolo (født 19. juni 1987) er en tidligere professionel italiensk landevejscykelrytter. Modolo blev professionel for det irskregistreret hold Colnago CSF Inox i 2010.

## Karriere
Modolo blev professionel på Colnago-holdet for 2010-sæsonen, efter en stærk 2009-sæson hvor højdepunktet var bronzemedaljen under U23 EM på landevej. Starten på debutsæsonen var god med nogle fine placeringer i spurterne under Giro di Sardegna og Tirreno-Adriatico. Under den traditionsrige endagsklassiker Milano-Sanremo opnåede han en fjerdeplads. Han fik også sin debut i Giro d'Italia hvor han var med i nogen af spurterne, men udgik på 8. etape. 2011-sæsonen blev indledt med moderate resultater. Denne tendens vendes dog under Albert Achterhes Profronde van Drenthe, hvor han sluttede som nummer 2. I Giroen var han fremme i en del af spurterne, men udgik på 12. udgik.